# Tenerano
Tenerano è una frazione del Comune di Fivizzano.

## Geografia fisica
Situato a un'altezza di 443 m s.l.m. nella zona orientale della Lunigiana, al confine con il comune di Fosdinovo e  e le cave di Carrara, di rimpetto all’apennino tosco emiliano e con alle spalle le Alpi Apuane.
Si rileva la presenza di varie grotte di età paleolitica, con stalattiti e stalagmiti.
Di principale interesse è la Grotta di Tenerano, dove sono state trovate testimonianze fossili di fauna quaternaria.
Nelle vicinanze furono ritrovate statue-stele ed altri reperti dei Liguri-Apuani, antica popolazione locale che non si sottomise ai Romani.

## Storia
In passato fu inoltre posto di briganti, ma leggende popolari e studi storici locali lo danno come centro fiorente vicino ad un antico mercato medievale che si svolgeva nella vicina località di Ponte Vecchio, che a sua volta aveva legami con il vicino porto di LUNAE.
Fu parte del feudo dei Malaspina di Gragnola fino al 1504, quando si sottomise.
Si tramanda che a Tenerano fu allevato un erede dei Malaspina, affidato di nascosto alla protezione di una balia dopo una disfatta di corte a Gragnola.

### Tenerano e la Resistenza
Negli anni della Resistenza, Tenerano fu un centro molto attivo e sui suoi monti venne costituita (il 7 agosto 1944) la prima brigata partigiana dedicata a Ugo Muccini.
Il 13 settembre 1944 un eccidio nazifascista perpetrato da una compagnia SS contro la popolazione provocò la morte di sedici persone. I soldati, membri della 16te SS-Freiwilligen-Panzergrenadier-Division tristemente nota anche per gli eccidi di Sant'Anna, Vinca e Marzabotto stavano cercando di accerchiare e distruggere una formazione partigiana stanziata sulla rocca che sovrasta il paese. Non essendo riusciti nel proprio scopo, però, si accanirono brutalmente sui civili e, presi di mira due casolari, ne sterminarono gli abitanti (tra i quali cinque bambini) e appiccarono il fuoco ai loro resti..
Il 28 gennaio 1946, a guerra ormai finita, un ordigno bellico rimasto inesploso provocò la strage di cinque bambini.

## Luoghi di interesse
Di notevole interesse storico è la già citata Grotta di Tenerano (o Grotta delle Fate), dove sono state trovate testimonianze fossili di fauna quaternaria e sono visibili tracce di ripari e ricoveri per il bestiame utilizzati fino ad alcuni decenni fa.
Da Tenerano parte l'acquedotto che distribuisce l'acqua in un raggio di 50 chilometri.

## Società

### Evoluzione demografica
La popolazione intorno ai primi dell'ottocento contava circa 1000 persone.
Gli abitanti crebbero nei decenni seguenti ma negli anni cinquanta ci fu una forte migrazione.

### Tradizioni e folclore
Il patrono, San Michele Arcangelo, viene celebrato la prima domenica di maggio, mentre la prima domenica di ottobre si festeggia la Madonna del Rosario.
Per la festività dei Morti e dei Santi i paesani, soprattutto le donne più anziane, preparano il caratteristico pane di noci, cotto a legna negli antichi forni del paese.
(Di notevole tradizione gastronomica ed interesse locale i famosi sgabei e Panigacci e Testaroli oltre a molti prodotti preparati con la farina di castagne).
La sera del 23 giugno, nella piazza del paese si prepara il grosso falò di San Giovanni e la tradizione vuole che se le faville sorpassano la vetta estrema del campanile, l'annata futura sarà prosperosa.